# Gaby Appel
Gabriele Marion „Gaby“ Appel, verh. Reimann, (* 17. Januar 1958 in Viersen) ist eine ehemalige deutsche Hockeyspielerin und Olympiateilnehmerin 1984 und 1988.
Sie begann beim Viersener THC, mit dem sie 1973 Deutsche Meisterin der Mädchen A in der Halle wurde. 1975 wechselte sie für zwei Jahre zum RTHC Bayer Leverkusen. 1977 wechselte sie nach Hamburg und wurde 1979 Deutsche Meisterin mit dem Großflottbeker THGC. Den größten Teil ihrer Karriere spielte sie (ab 1980) beim Klipper THC. Nachdem sie Mitte der 1990er Jahre ihre Bundesligakarriere beendet hatte, spielte sie weiter Hockey und gehört zur Seniorinnen-Nationalmannschaft.
Die Stürmerin debütierte 1975 in der deutschen Hockeynationalmannschaft. Gaby Appel nahm an fünf Weltmeisterschaften teil. 1976 und 1981 gewann sie den Titel, 1978 und 1986 wurde sie Zweite und nur 1983 kam sie als Vierte nicht in die Medaillenränge. 1981, 1985 und 1987 wurde sie Halleneuropameisterin. Bei der Europameisterschaft 1984 belegte sie mit der Mannschaft den dritten Platz, 1987 wurde das Team Vierter. 1984 fuhr sie mit der deutschen Mannschaft zu den Olympischen Spielen nach Los Angeles und gewann Silber hinter der Mannschaft aus den Niederlanden. Für diesen Erfolg wurde sie – zusammen mit der deutschen Olympiahockeynationalmannschaft – wie alle Medaillengewinner bei Olympischen Spielen – vom Bundespräsidenten mit dem Silbernen Lorbeerblatt ausgezeichnet. Zum Abschluss ihrer Karriere in der Nationalmannschaft wurde sie Fünfte bei den Olympischen Spielen 1988. Insgesamt wirkte Gaby Appel von 1975 bis 1988 in 209 Länderspielen mit, davon 28 in der Halle. Im Jahr 2000 wurde sie von Britta Becker als Rekordnationalspielerin abgelöst.
Gaby Appel war mit dem 2004 verstorbenen Günter Reimann verheiratet, dem langjährigen Vorsitzenden und Obmann der Hockeyabteilung von Klipper Hamburg. Ihre beiden Kinder Jessica Reimann und Christian Reimann sind ebenfalls Hockeyspieler.